# 滿翠里
25°01′45″N 121°27′50″E / 25.0291034°N 121.4638288°E
滿翠里為台灣新北市板橋區轄下之一里，面積約0.0425平方公里。昔時江子翠地區，該里於1980年2月1日由宏翠里分出。